# Piotr Kapnist
Piotr Aleksiejewicz Kapnist (ros. Пётр Алексеевич Капнист, ur. 26 sierpnia?/7 września 1839 w Obuchowce, zm. 19 listopada?/2 grudnia 1904 w Wiedniu) – rosyjski dyplomata, hrabia, szambelan cesarski, senator, reprezentant Rosji przy Kurii Rzymskiej (1865–1875), ambasador Rosji w Holandii (1884–1892), przedstawiciel rządu rosyjskiego na konferencji berlińskiej (1884–1885), ambasador Rosji w Austro-Węgrzech (1895–1904).
Wywodził się z rodziny szlacheckiej, która swe włości posiadała na ziemiach małorosyjskich. W 1860 roku ukończył prawo na Uniwersytecie Moskiewskim, po czym wstąpił na służbę w korpusie dyplomatycznym Ministerstwa Spraw Zagranicznych Imperium Rosyjskiego. Tam pracował w kancelarii ministra Aleksandra Gorczakowa, po czym w 1862 roku został wysłany na placówkę do Rzymu, do przedstawicielstwa rosyjskiego przy Stolicy Apostolskiej. Po tym jak Rosja zerwała z nią w 1865 roku stosunki dwustronne, Piotr Kapnist pozostał w Rzymie, gdzie pełnił rolę przedstawiciela cesarza przy papieżu. Na tym stanowisku przyszło mu negocjować w trudnych sprawach sytuacji Kościoła katolickiego w Polsce i w Imperium Rosyjskim, w sprawach represji kierowanych w stronę duchowieństwa katolickiego, a także w konflikcie dotyczącym Kolegium Duchownego. Po względnej normalizacji stosunków został w 1875 roku przeniesiony do Paryża. W 1884 roku awansowany na samodzielnego kierownika rosyjskiego poselstwa w Holandii. Na przełomie 1884 i 1885 roku był oficjalnym przedstawicielem Rosji na konferencji berlińskiej. W imieniu cesarza Aleksandra III podpisał jej akt końcowy. W 1892 roku odwołany z Hagi powrócił do Rosji, gdzie został senatorem. W 1895 roku Mikołaj II mianował go ambasadorem w Wiedniu. Był aktywnym uczestnikiem dyskusji i negocjacji dyplomatycznych, dotyczących rozwiązania problemów na Bałkanach. Brał udział w wypracowaniu rosyjsko-austriackich porozumień z 1897 i 1903 roku. Jego memoriały pomagały wytyczyć kierunek bałkańskiej polityki zagranicznej Imperium Rosyjskiego przed I wojną światową. Zmarł w 1904 roku w Wiedniu.

## Młodość
Piotr Aleksiejewicz Kapnist urodził się 7 września 1839 roku, we wsi Obuchowka, będącej majątkiem rodu Kapnistów, a położonej na terenie guberni połtawskiej. Jego ojciec Aleksiej Wasiljewicz Kapnist był myrhorodzkim marszałkiem szlachty i kolegialnym radcą. Jego matką była Uljana Dmitrijewna Biełucha-Kochanowska. Piotr Aleksiejewicz nauki pobierał w gimnazjum, a następnie studiował prawo na Uniwersytecie Moskiewskim, które ukończył w 1860 roku ze stopniem naukowym doktora. Po ukończeniu studiów został urzędnikiem Ministerstwa Spraw Zagranicznych Imperium Rosyjskiego. Od lutego 1861 roku pracował w kancelarii ministra Aleksandra Gorczakowa. Edward Everett Hale w swoim dzienniku sugeruje, że w latach sześćdziesiątych Kapnist miał przebywać z misją dyplomatyczną w Stanach Zjednoczonych. Epizodu amerykańskiego nie potwierdzają późniejsze biogramy i nekrologi Kapnista zamieszczane m.in. w prasie austriackiej, mogła więc tu zajść pomyłka.

## Początki kariery dyplomatycznej

### Agent dyplomatyczny w Rzymie
W 1862 roku Piotr Kapnist został wysłany na placówkę dyplomatyczną do Rzymu, gdzie od 1863 roku pełnił funkcję sekretarza poselstwa rosyjskiego przy Państwie Kościelnym. Relacje między Rosją a Stolica Apostolską były bardzo trudne, z uwagi m.in. na krwawe stłumienie powstania styczniowego, a także na politykę represji rządu rosyjskiego skierowaną wobec katolickiego duchowieństwa. W 1865 roku stosunki dyplomatyczne między Petersburgiem a Rzymem zostały zerwane, a misja rosyjska wycofana. Kapnist pozostał w Wiecznym Mieście w charakterze agenta dyplomatycznego i przedstawiciela rosyjskiego cesarza przy papieżu. Prasa, m.in. francuska, określała także Kapnista mianem półurzędowego agenta lub nadzwyczajnego posła. W 1870 roku Rzym został zajęty przez Włochy, a Kapnist oficjalnie wszedł w skład rosyjskiej misji przy Królestwie Włoch jako jeden z sekretarzy poselstwa. Głównym zadaniem Kapnista było podjęcie próby naprawy stosunków między papiestwem a Rosją, na jak najlepszych dla Petersburga warunkach. Kością niezgody była sprawa polska, a także polityka wyznaniowa realizowana przez rząd rosyjski. Kapnist często musiał mediować w sprawach Kościoła katolickiego w Królestwie Polskim oraz w Rosji, co zawsze stanowiło olbrzymią trudność i wymagało ostrożności oraz taktu. Prasa poznańska określała Kapnista jako człowieka „zręcznego, przebiegłego, któremu Moskwa chciała powierzyć przeprowadzenie ugody ze Stolicą św., w sprawie Kościoła w Polsce. Ale Ojciec św. pana tego znać nie chciał”. Na początku lat siedemdziesiątych XIX wieku doszło o zbliżenia między caratem, a Kurią Rzymską. Dążyły do tego obie strony sporu. Symbolem poprawy stosunków miało być nadanie Kapnistowi Orderu Piusa. Stało się to w pierwszej połowie 1872 roku, a w prasie europejskiej krążyły plotki, że order ten wysadzany miał być brylantami, a jego wartość szacowano na kwotę oscylującą pomiędzy między 50 a 100 tysiącami franków. Plotki te nie zostały potwierdzone. W 1873 roku Kapnist przekazał Stolicy Apostolskiej świętopietrze. Ten zaskakujący gest został wykonany na prośbę cesarzowej Marii Aleksandrowny, a zostało to odnotowane m.in. na łamach polskojęzycznej prasy.

Pełnomocnik rosyjski Kapnist wręczył od cesarzowej znaczną sumę świętopietrza. Aby wytłumaczyć to dziwne zjawisko, że cesarzowa schizmatyczna w ten sposób uczciła papieża (...) Otóż cesarzowa wedle jakiegoś osobliwego snu czy widzenia ma mocną ufność, że tylko papież zdoła jej, cierpiącej na suchoty pomóc. Ze łzami w oczach błagała męża swego cesarza Aleksandra, aby jej dozwolił widzieć się z papieżem. W tych dniach rzeczywiście udaje się do Rzymu.

W sprawach polskich agent rosyjski starał się zachowywać takt i nie poduszczać papieża Piusa IX do gwałtownych reakcji, które mogłoby jeszcze bardziej pogorszyć sytuację. W 1870 roku Kapnist zaproponował Kurii Rzymskiej swoje poparcie w sprawie umożliwienia uzyskania zgody dla biskupów polskich, by mogli przyjechać na Sobór watykański I. Sekretarz Stanu kardynał Giacomo Antonelli odmówił, argumentując, że gdyby biskupi polscy „tu dziś przyjechali, musieliby dać świadectwo o okropnym stanie prześladowania, w jakim się ich diecezje znajdują. Wybyście ich za to na powrót nie puścili, i tym sposobem byłoby nadal jeszcze gorzej niż dotąd”. W maju 1874 roku Kapnist oświadczył Piusowi IX, że „rząd rosyjski pragnie pozostać ze Stolicą Apostolską w jak najlepszych stosunkach, byleby papież użył wpływu swego na Polaków, aby raz poprzestali myśleć o samodzielnej przyszłości Rzeczypospolitej Polskiej”. Papież odmówił. W 1874 roku Kapnist intensywnie działał i używał swoich wpływów by nie dopuścić, aby encyklika Piusa IX Omnenem sollicitudinem zawierała zbyt wiele wątków antyrosyjskich lub oficjalnego potępienia polityki Petersburga wobec katolicyzmu w Rosji. W tym celu udał się nawet na konsultacje do ministra Gorczakowa, który powiedzieć mu miał, że „dokument taki mógłby opóźnić o jakieś pięćdziesiąt lat i więcej mozolne dzieło zmoskwiczenia południowej Polski, gdyby przemytnicy polscy wprowadzili go tam ukradkiem i rozpowszechnili go między ludem”. Nie udało mu się uniemożliwić wydania samej encykliki, lecz miał przyczynić się do osłabienia jej antyrosyjskiego charakteru. Te działania Kapnista zostały zauważone w prasie europejskiej.

Z powodu zręczności pana Kapnista, posła rosyjskiego przy Watykanie, nabrały stosunki rządu rosyjskiego z Watykanem bardzo przyjemnej formy. Ten młody dyplomata cieszy się w Watykanie niewątpliwymi względami papieża Piusa IX i kardynała Antonellego. (...) Względy, jakie się dla pana Kapnista zachowuje, mogą Ojca św. i sekretarza państwa jego najwięcej skłonić do tego, ażeby swoje przedstawienia jedynie przez dyplomatyczne dokumenta, nie zaś przez encykliki i papieskie alokucje wyrażali.

Jednym z głównych zadań Piotra Kapnista było rozwiązanie sporu papiesko-rosyjskiego, dotyczącego Kolegium Duchownego w Petersburgu. Instytucja ta, sprzeczna z prawem kanonicznym, ograniczała wolność Kościoła rzymskokatolickiego, nie tylko w Kraju Nadwiślańskim, ale także na terenie Imperium Rosyjskiego. W konsekwencji wiele stolic biskupich pozostawało nieobsadzonych. W latach siedemdziesiątych XIX wieku Rosja zaczęła dążyć do ugody ze Stolicą Apostolską. W 1873 roku, Kapnist, w imieniu rządu petersburskiego, przedstawił w Sekretariacie Stanu projekt reformy spornego kolegium. Poseł zapewnił, że Rosja jest gotowa pozbawić kolegium wszystkich spornych uprawnień. Tzw. Memoriał Kapnista głosił, że kolegium „odjętoby wszelkie atrybucje sądownicze w sprawach małżeńskich i przywrócono by w tej materii dawny porządek rzeczy, obowiązujący od r. 1848. Kolegium nie mieszałoby się wcale do stosunków między klerem a Stolicą Świętą”, lecz zachowało jedynie „funkcje czysto administracyjne”. Kapnist podkreślał, że miałoby ono odtąd „jako jedyny cel ułatwić rządowi cesarskiemu staranie o zaopatrzenie potrzeb materialnych Kościoła katolickiego w jego państwie więcej zapewnić jedności w stosunkach administracyjnych rządu z władzami diecezjalnymi, podtrzymując ad hoc instytucję centralną, złożoną z delegatów różnych diecezji”. Taka reforma kolegium miała ułatwić odnowienie zerwanych stosunków papiesko-rosyjskich. W sprawie tej w dalszym ciągu trwały negocjacje. 17 (29) kwietnia 1874 rosyjski minister spraw zagranicznych Aleksandr Gorczakow wydał Kapnistowi polecenie, by zawiadomił sekretarza stanu kardynała Giacomo Antonellego, że rząd cesarski jest gotowy spełnić wymagania Stolicy Apostolskiej. Misja Kapnista zakończyła się sukcesem. Po pozytywnej opinii Świętego Oficjum porozumienie mogło zostać zwarte. 18 lutego (2 marca) 1875 roku ukaz cesarski informował Kolegium Duchowne, że odtąd nie będzie się ono zajmować już sprawami dotyczącymi małżeństw, a także że nie jest ono już „organem pośredniczącym w stosunkach duchowieństwa katolickiego ze Stolicą Świętą”. W 1875 roku przewidywano, że po potencjalnym odnowieniu stosunków dyplomatycznych między Stolicą Apostolską a Rosją, Kapnist zostałby podniesiony do funkcji posła pełnomocnego przy papieżu. Zasługi agenta zostały dostrzeżone w Petersburgu, bo jeszcze w 1874 roku mówiło się, że być może mógłby on zostać rosyjskim przedstawicielem przy dworze jednego z państw niemieckich.

### W Paryżu
W grudniu 1875 roku Piotr Aleksiejewicz Kapnist został odwołany z placówki rzymskiej i przeniesiony do Paryża. Został tam radcą ambasady w miejsce Ozuniewa, a po jego odejściu z Rzymu stosunki między Stolicą Apostolską a Rosją miały znacznie osłabnąć. Otrzymał rangę radcy stanu, a także mianowany został szambelanem wysokiego dworu cesarskiego. W ambasadzie rosyjskiej w Paryżu pełnił funkcje doradcze, a także był jednym z najbliższych współpracowników posła cesarskiego, księcia Nikołaja Orłowa. W czasie częstych wyjazdów ambasadora, Kapnist zastępował go i pełnił funkcję chargé d’affaires. Nosił tu także miano radcy legacyjnego. W Paryżu Kapnist mieszkał w luksusowej dzielnicy Faubourg Saint-Germain, przy Rue de Grenelle 79. W czerwcu 1883 roku był już kawalerem cesarskiego Orderu Świętej Anny i Order Świętego Stanisława (oba otrzymał z wielką szarfą, a więc pierwszej klasy).

### Poseł w Holandii
(Kapnist) jest całkowicie dans la bonne voie, natchniony przez zdrową, pewną siebie ambicję, że wszystko stoi przed nim otworem, i moim zdaniem jest on najbardziej kompetentnym obecnie urzędującym rosyjskim dyplomatą, jakiego znam. Jeśli miałby okazję by swą pierwszą europejską aktywność rozpocząć właśnie w Berlinie, by stać się tam znanym, byłaby to sprawa szczególnej wagi dla przyszłości.

Hrabia Kapnist był jedynym delegatem, którego postawa była męska. Był on wnikliwym nadzorcą (watchdog) całej konferencji. Jego misją było utrzymywanie pozostałych delegatów w ramach powierzonej im pracy. Nie można było odmówić trafności argumentów hrabiego Kapnista. Za każdym razem, gdy zabierał głos (...) delegaci wracali do domeny faktów i, co ma szczególne znaczenie, jego opinie były akceptowane i proponowane przez niego poprawki wprowadzane.

22 lutego 1884 roku Piotr Kapnist przeniesiony został do Holandii. Cesarz Aleksander III Romanow mianował go posłem nadzwyczajnym i ministrem pełnomocnym w Hadze. Od listopada 1884 do lutego 1885 brał udział jako przedstawiciel Petersburga w konferencji berlińskiej, dotyczącej spraw afrykańskich. Pierwotnie w konferencji miał wziąć udział wspomniany poseł Orłow, ale z powodu choroby, nie mógł on uczestniczyć w obradach. Współcześni, m.in. Aleksandr Połowcow, Aleksander Abaza i Władimir Lamsdorf, nie oceniali wysoko zdolności dyplomatycznych Piotra Aleksiejewicza i jego brata (również dyplomaty) Dmitrija Aleksiejewicza. Lamsdorf dodatkowo zauważał, że chociaż Kapnist jako dyplomata odznaczył się, to nie przepracowywał się, a najbardziej zainteresowany był pobieraniem pensji. Zupełnie odmiennego zdania był syn Ottona von Bismarcka, Herbert, który pełnił funkcje dyplomatyczne przy niemieckim przedstawicielstwie w Hadze. Miał on okazję dobrze poznać Kapnista, był on częstym jego gościem, a panowie wielokrotnie się widywali. Swą wysoką opinię o Kapniście Bismarck potwierdzał w liście do Friedricha von Holsteina. W relacjach z konferencji pozytywnie o Kapniście (a także o jego bracie Dmitriju) wyrażała się prasa lewicowa, m.in. Daniel De Leon.

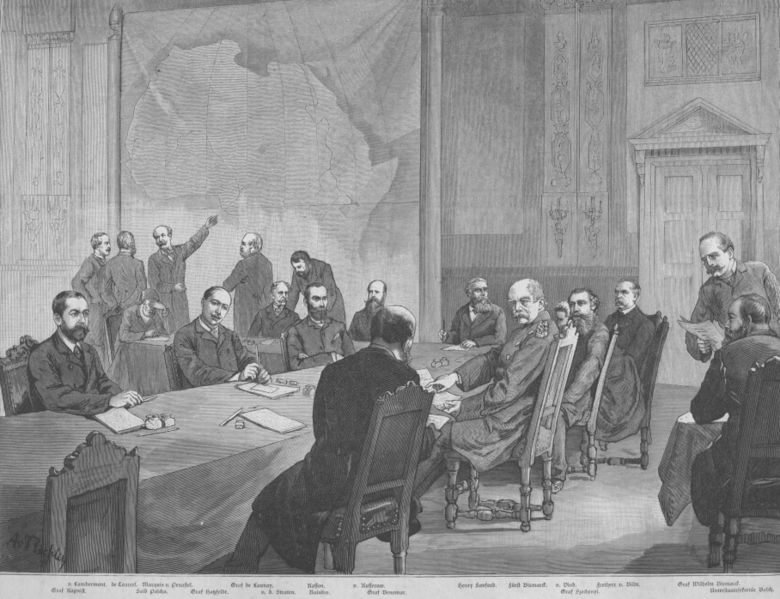
Piotr Kapnist (pierwszy z lewej) w czasie obrad konferencji berlińskiej

Rosyjski delegat zabierał głos w sprawie znaczenia międzynarodowego rzek Kongo i Niger i ich znaczenia dla żeglugi. Kapnist wprowadził do aktu końcowego zastrzeżenie, że porozumienie dotyczące wolnej żeglugi na rzekach Afryki nie może mieć znaczenia precedensu, co pociągnęłoby za sobą wprowadzenie tego typu regulacji na innych rzekach międzynarodowych. Szczególnym zadaniem Kapnista było nie dopuścić, by postanowienia konferencji mogły dotyczyć nie tylko terenów afrykańskich, lecz być także rozciągnięte na inne obszary. W przygotowaniach do konferencji brał udział także Fiodor Martens, z którym Kapnist konsultował się. W Petersburgu uważano, że sprawy afrykańskie nie są zbyt znaczące dla interesów Rosji. Martens w instrukcjach dla delegatów rosyjskich udowadniał, że jest całkiem inaczej. Przede wszystkim zasady proponowane do zajmowania nowych ziem, mogłyby znaleźć zastosowanie nie tylko w Afryce, ale także w innych częściach świata, a to mogłoby stanowić zagrożenie np. dla interesów rosyjskich w Azji Środkowej i na Dalekim Wschodzie. Kapnist zreferował w czasie konferencji punkt widzenia Martensa, choć tego ostatniego do Berlina wezwano dopiero w grudniu 1884 roku. Były rosyjski przedstawiciel przy Stolicy Apostolskiej zyskał sobie uznanie, które tak naprawdę powinno należeć do Martensa, jako do prawdziwego autora rosyjskiego stanowiska w tej sprawie W czasie konferencji poseł rosyjski rozmawiał m.in. z cesarzem Wilhelmem II, który próbował doprowadzić do zbliżenia niemiecko-rosyjskiego. Po m.in. tych rozmowach młody monarcha miał rzekomo zacząć uważać się za eksperta w sprawach rosyjskich. Delegacji rosyjskiej udało się wynegocjować korzystne zapisy w traktacie, a Piotr Kapnist, imieniu Aleksandra III, podpisał akt końcowy konferencji berlińskiej. Fiodor Martens uważał, że jako rosyjski przedstawiciel na konferencji, poradziłby sobie znacznie lepiej od posła w Hadze i tym samym wywalczył dla Petersburga lepsze warunki. W 1887 roku, w imieniu imperatora Aleksandra III przyjął w darze od króla holenderskiego Wilhelma III Dom Piotra I w Zaandam. Także w 1887 roku, jako przedstawiciel dworu rosyjskiego, wręczył królowej holenderskiej Emmie Order Świętej Katarzyny Męczennicy. Funkcję rosyjskiego posła pełnomocnego w Holandii pełnił do 1892 roku. Źródła jako datę zakończenia pracy podają 7 czerwca?/19 czerwca 1892 roku, wtedy też miał opuścić Hagę. Prasa holenderska informowała natomiast, że mimo że Kapnist już od czerwca przebywał w Rosji, dopiero we wrześniu stało się jasne, że nie powróci on do Holandii. W czasie swojego pobytu w Niderlandach otrzymał on od dworu holenderskiego Krzyż Wielki Orderu Złotego Lwa Nassau (24 lutego 1886), a od rząd francuski mianował go komandorem Legii Honorowej (2 czerwca 1884).

### Powrót do Rosji

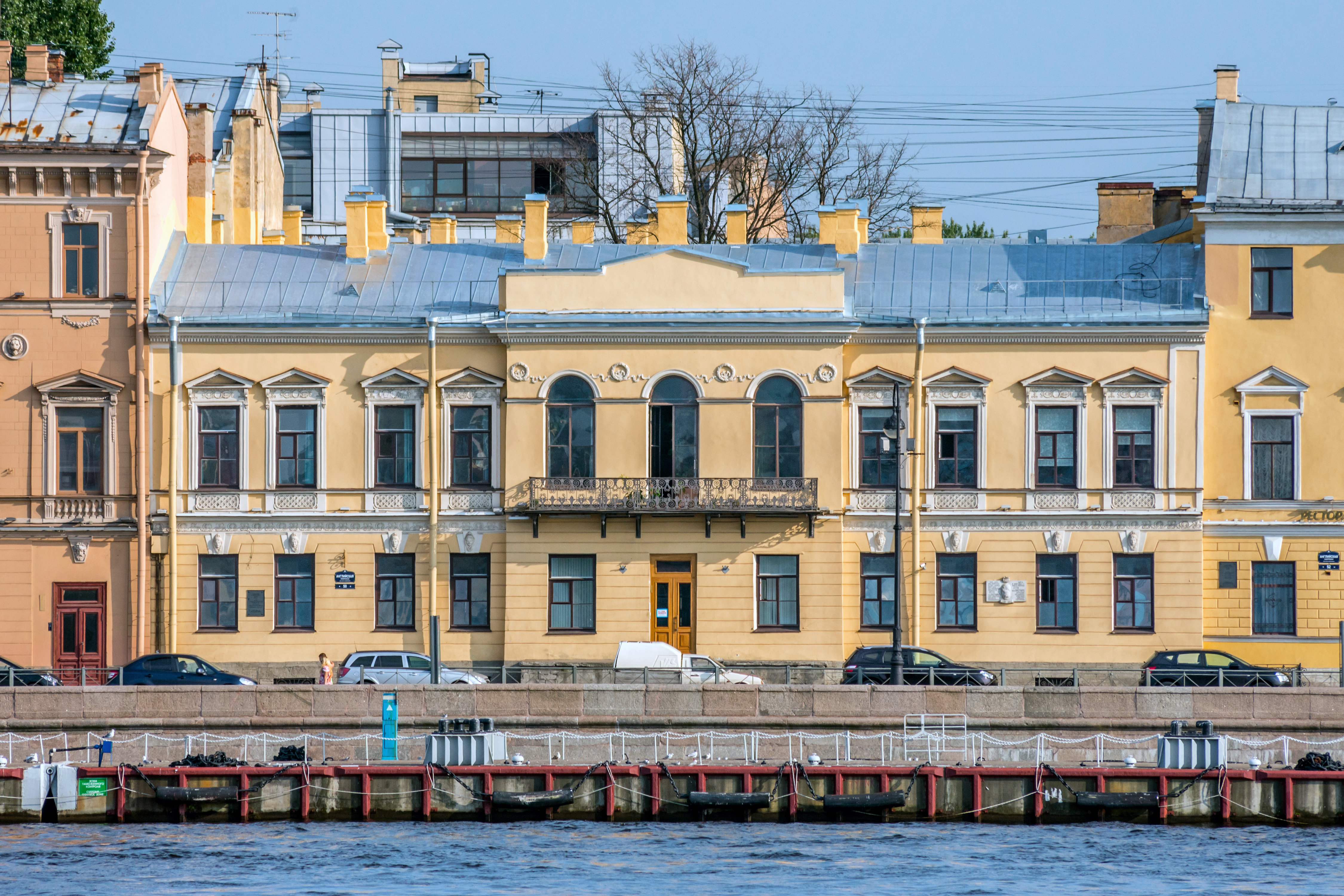
Dom Kapnista przy Nabrzeżu Angielskim w Petersburgu

W 1892 roku Piotr Kapnist został odwołany z funkcji posła rosyjskiego w Hadze i powrócił do Rosji. W czerwcu 1892 roku były rosyjski poseł w Hadze otrzymał rangę tajnego radcy. 2 (14) lipca 1892 roku mianowany został senatorem, wchodząc w skład pierwszego departamentu Senatu Rządzącego. W Petersburgu Kapnist mieszkał w rezydencji Stenbock-Fermorów przy Nabrzeżu Angielskim (w skrzydle znajdującym się od strony ulicy Galernej). Na jego zlecenie architekt Władimir Cejdler dokonał przebudowy i budynek ten znany jest niekiedy pod nazwą domu Kapnista (lub domu Kapnistów, choć cały kompleks częściej nazywany jest domem Stenbock-Fermorów).

## Ambasador w Austro-Węgrzech

### Plan Kapnista
Chociaż hr. Kapnist nie jest nowicjuszem w dyplomacji, owszem ma za sobą długą stosunkowo karierę dyplomatyczną, urzędował bowiem jako ataché w Rzymie, jako radca ambasady w Paryżu, był posłem przy dworze holenderskim i reprezentował Rosję na konferencji w sprawie Kongo, nie wysunął się nigdy jednak na plan pierwszy, a nazwisko jego nie należy do tych, które się już utarły w pamięci. (...) Wedle ogólnego przekonania car wysyłając do Wiednia i Berlina osobistości mniej wybitne i znane na arenie wielkiej polityki, chciał dać do zrozumienia, iż życzeniem jego jest utrzymanie nadal kierunku jaki nadali stosunkom austro-rosyjskim i niemiecko-rosyjskim poprzedni ambasadorowie, z wykluczeniem wszelkich takich zwrotów, które mogłyby budzić przypuszczenie, że w Petersburgu inaczej dzisiaj niż w ostatnich czasach panowania Aleksandra III oceniają dobrodziejstwo przyjaznych stosunków z sąsiednimi mocarstwami. Do kontynuowania zaś takiej polityki nadają się bez wątpienia o wiele lepiej dyplomaci, którzy dotąd szli na drugim planie (...).

25 kwietnia 1895 roku Piotr Aleksiejewicz Kapnist został mianowany ambasadorem rosyjskim w Austro-Węgrzech. 15 maja 1895 roku przedstawił Franciszkowi Józefowi I listy uwierzytelniające. Na stałe do Wiednia przeprowadził, wraz z najbliższą rodziną, w połowie czerwca. Latem 1896 roku swą pierwszą oficjalną wizytę w Austro-Węgrzech odbył cesarz Mikołaj II, a nad jej przebiegiem czuwał m.in. Piotr Kapnist. Witał on monarchę na wiedeńskim dworcu. W kwietniu i maju 1897 roku brał udział w organizacji wizyty cesarza Franciszka Józefa w Petersburgu.
W memoriale z 1897 roku, wysłanym do Petersburga, Kapnist wyłożył w sposób rozbudowany propozycje dla rosyjskiej polityki zagranicznej na Bałkanach. Wyraził w nim przekonanie, że przede wszystkim, by umożliwić uzyskanie Rosji supremacji na Morzu Czarnym należy bezwzględnie zamknąć Bosfor i Dardanele dla wszystkich innych państw. cieśniny czarnomorskie powinny być otwarte tylko i wyłącznie dla rosyjskich okrętów wojennych, tak by zdobyć cenne połączenie z Morzem Śródziemnym. W dalszej kolejności Rosja powinna według niego wspierać prawosławie i aspiracje narodów słowiańskich. Zdaniem Kapnista Petersburg może swoje cele osiągnąć na dwa sposoby „natychmiast, poprzez użycie siły, oraz powoli, przez naturalny rozwój sytuacji”. Każde z tych dwóch dróg zostały przez niego szczegółowo opracowane. Wskazywał, że Włochy są i będą zainteresowane uzyskaniem Albanii, a spośród państw bałkańskich za jedyne państwo o znaczeniu militarnym uważał Bułgarię, która ma w regionie znaczną przewagę nad Serbią, Grecją i Czarnogórą. Jedynie w Rumunii widział przeciwwagę dla Bułgarii. Zauważał, że przebiegu potencjalnej wojny w regionie nie da się skutecznie przewidzieć, a konflikt z Austrią oraz późniejsze ewentualne przejęcie cieśnin w sposób siłowy, może być zbyt wielkim ciężarem dla budżetu cesarskiego. W opcji zbrojnej swojego planu, proponował podział Macedonii między państwa bałkańskie, a także przyznanie Rumunii północnych obszarów Bułgarii z Warną. W zamian Bułgaria miała otrzymać Saloniki. Podkreślał, że należy przy tym być ostrożnym aby Rumunia i Bułgaria nie wyrosły na konkurencję dla Rosji w basenie Morza Czarnego. Taki podział posiadłości osmańskich uważał za naturalne dopełnienie wszystkich wojen toczonych z Turcją od przeszło stulecia. Natomiast podział Macedonii między państwa bałkańskie oznaczał odsunięcie groźby aneksji tych ziem przez Włochy lub Austro-Węgry. Co więcej, okrojone Imperium Osmańskie stałoby się według niego niczym więcej jak „woźnym dla Rosji”. Kwestia cieśnin czarnomorskich zostałaby też zredukowana ze sprawy o znaczeniu ogólnoeuropejskim do problemu czysto rosyjskiego lub rosyjsko-brytyjskiego. Uważał, że wykonanie tego planu zależy od porozumienia z Austro-Węgrami. Proponował więc wspólną akcję militarną obu mocarstw. Monarchia Habsburgów miała, trzema lub czterema korpusami, zająć sandżak Novi Pazaru. Wojska państwa Romanowów miały natomiast wylądować w trójkącie między Warną, Ruse i granicą austriacko-rosyjską. Rosja nie miała uzyskać żadnych nabytków terytorialnych. Po rozwiązaniu kwestii posiadłości osmańskich w Europie, problemem Rosji pozostałyby cieśniny. Tutaj jedynym przeciwnikiem była Wielka Brytania. Kapnist sugerował dobicie targu z Londynem, poprzez zaspokojenie ambicji terytorialnych obu mocarstw. Wielka Brytania miałaby otrzymać Egipt, a Rosja cieśniny. Przy czym zastrzegał, że „Rosja w warunkach pokoju zapewniałaby swobodne przejście przez cieśniny dla statków handlowych, podobnie jak Brytania musiałaby zapewniać swobodne przejście przez Kanał Sueski”. Uważał, że Londyn jest obecnie w tej kwestii pozbawiony wsparcia, gdyż Włochy, Austro-Węgry i Niemcy nie poprą brytyjskich ambicji. Ambasador w Wiedniu uważał, że sytuacja jaka wytworzyła się na Bałkanach po powstaniu kreteńskim całkowicie sprzyja realizacji jego planu. Kilka lat później minister Lamsdorf w instrukcji do Kapnista pisał, że choć nie wierzy w potrzebę traktatu rosyjsko-brytyjskiego, jest gotowym podjąć próbę negocjacji w sprawach pojedynczych problemów. Zastrzegał przy tym, że cena takich porozumień musi być rozsądna i interesująca dla Petersburga. Kapnist uważał, że zachowanie bierności i niewykorzystanie dogodnej okazji, może w konsekwencji obrócić się przeciwko interesom rosyjskim.

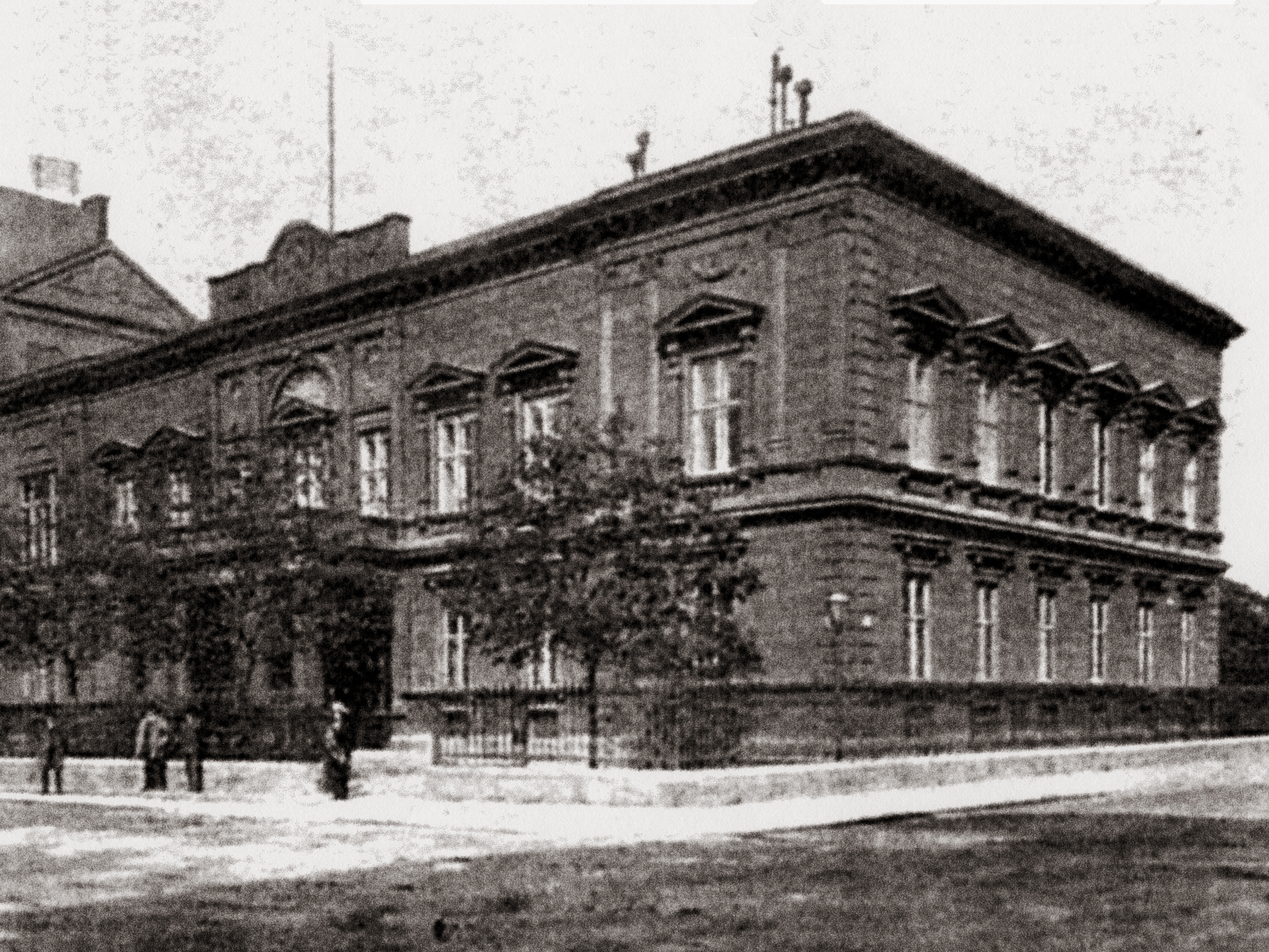
Palais Nassau w Wiedniu, miejsce pracy i śmierci Piotra Kapnista, widok z końca XIX wieku

Z dwóch opcji rosyjskiej polityki na Bałkanach – siłowej i pokojowej, Kapnist proponował zastosowanie tej drugiej. Rosyjski minister spraw zagranicznych Nikołaj Murawiow odrzucił propozycję interwencji militarnej na Bałkanach jako zbyt niebezpieczną. Polecili oni Kapnistowi, by w negocjacjach z Wiedniem skupić się na sprawach, które jednoczą oba mocarstwa, a nie na kwestiach spornych. Zgodnie z instrukcjami z Petersburga, Kapnist rozpoczął prace nad pokojowym utrzymaniem statusu quo w regionie, przy jednoczesnym zachowaniu rosyjskich interesów. W duchu tej polityki, sprzeciwiał się on propozycjom państw bałkańskich podjęcia akcji zbrojnej przeciwko Turcji. Zdawał sobie przy tym sprawę, że tylko zaspokojenie ich ambicji terytorialnych może na dłuższą metę utrzymać pokój w tej części Europy. Zwracał uwagę innym ambasadorom rosyjskim w regionie, że powinni oni przede wszystkim służyć interesom Imperium Rosyjskiego, a nie skupiać się na „pomocy słowiańskim braciom”. Zauważał przy tym, że „miłość i wdzięczność nie są stabilną ochroną w czynniku politycznym”. Uważał, że ostatnia wojna z Turcją była przykładem konfliktu, w którym interesy państwa zostały poświęcone dla idei słowiańskiego braterstwa. Sądził, w przeciwieństwie do ambasadora w Belgradzie Nikołaja Czarykowa, że Austro-Węgry nie planują ataku na Serbię. Zauważał, że to koła wojskowe w Belgradzie używają agresywnej retoryki i polityki prowokacji, a Austria swoimi działaniami (budową kolei do Sarajewa, wzmocnieniem floty na Dunaju) po prostu się broni. Jego zdaniem Wiedeń obawiał się, że Serbia będzie próbowała zająć Bośnię i Hercegowinę. Kapnist był przekonany, że Austria nie ma innej alternatywy niż porozumienie z Rosją.

### Porozumienie z Wiedniem
Na bazie przygotowanego przez siebie planu, Piotr Kapnist w roli ambasadora rosyjskiego, zainicjował korektę dotychczasowej polityki rosyjskiej na Bałkanach i forsował ideę podziału posiadłości Imperium Osmańskiego między kraje bałkańskie (dotyczyło do głównie sprawy słowiańskiej Macedonii), a także politykę wspierania tureckich chrześcijan. Swych partnerów w Wiedniu przekonywał, że równocześnie Rosja nie jest zainteresowana żadnymi nabytkami terytorialnymi. Nie ma ona natomiast według niego nic przeciwko rozszerzenia posiadłości państw bałkańskich kosztem Turcji. W sprzeczności z dotychczasową polityką Petersburga, wyraził przekonanie, że Bosfor i Dardanele powinny pozostać w rękach osmańskich.

Rosja potrzebuje dla Dardaneli tego portiera w tureckim przebraniu, które pod żadnym pozorem nie mogą zostać otwarte (...) Cóż możemy dostać lepszego niż zamknięte Dardanele, których strzeże za nas sułtan? Morze Czarne jest rosyjskim mare clausum.

Rosja nie chciała dopuścić do sytuacji, w której, wskutek zmian w traktatach, na Morzu Czarnym pojawiłyby się wrogie okręty innych mocarstw. Otwarcie cieśnin wymuszałoby bowiem potrzebę kosztownego powiększenia Floty Czarnomorskiej. Pogląd ten w pełni podzielał Kapnist. Rosyjski ambasador proponował politykom wiedeńskim m.in. włączenie w skład monarchii habsburskiej Bośni i Hercegowiny oraz sandżaku Novi Pazaru, a także utworzenie autonomii dla ziem albańskich pod protektoratem austriackim. Zapewniał on, że propozycjom tym przychylny jest cesarz Mikołaj II. Problemem spornym była kwestia Królestwo Serbii i wpływów austriackich, jakie rosły tam za sprawą ex-króla Milana I Obrenowicia. Zważywszy na tradycyjną prorosyjską politykę Belgradu, wpływy Wiednia w tym kraju były kamieniem obrazy dla Mikołaja II. Kapnist jeszcze w czasie swojego pobytu w Paryżu zapoznał się z austro-węgierskim ministrem spraw zagranicznych Agenorem Marią Gołuchowskim i należał tam do tego samego kręgu towarzyskiego. Znacząco ułatwiało mu to rozmowy dyplomatyczne, jakie prowadził z nim w kwestii bałkańskiej. Miał on nawet przekonać go do swojego planu. Uważał też, że kwestia przyszłości Bałkanów i cieśnin powinna być wyłącznie sprawą Imperium Rosyjskiego i Austro-Węgier. Sądził także, że Monarchia Habsburska ma pełne prawo, by okupację Bośni i Hercegowiny, w dowolnie wybranym przez siebie momencie, zamienić w pełnoprawną aneksję.

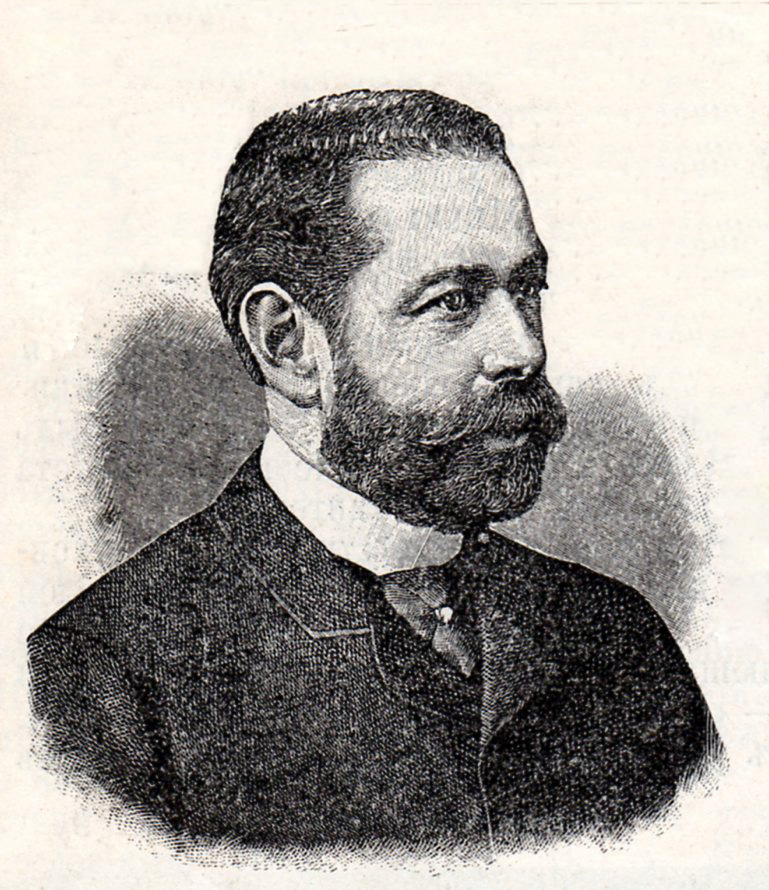
Rycina z magazynu Niwa przedstawiająca Piotra Kapnista, 1904 rok

Pomysły Piotra Kapnista spotkały się z dość chłodnym przyjęciem Petersburga. Opory te nie przeszkadzały we wstępnych negocjacjach w sprawie wspólnego porozumienia. Jeszcze w 1897 roku rosyjski minister spraw zagranicznych Nikołaj Murawiow informował Gołuchowskiego, że mimo podjęcia dialogu austriacko-rosyjskiego, ambasador nie otrzymał żadnych wyraźnych instrukcji w tej sprawie, a jeśli chodzi o zawarcie konkretnego porozumienia dotyczącego kwestii bałkańskiej, rząd w Petersburgu nie dojrzał jeszcze do zmiany swej polityki. Potwierdza to instrukcja Murawiowa dla posła w Konstantynopolu, w której informował go, że pomimo prowadzenia zachowawczej polityki to „w żadnych wypadku nie tracimy z oczu wielkiej misji Rosji na Bliskim Wschodzie, a w szczególności wielkiego znaczenia Bosforu i Dardaneli”, stwierdzając jednocześnie, że w tej chwili pomyślne rozwiązanie tej sprawy, a więc uzyskanie przez Rosję kontroli nad cieśninami, nie jest możliwe. Równie chłodno zabiegi Kapnista oceniał kolejny rosyjski minister spraw zagranicznych, Władimir Lamsdorf, który uważał, że jedynie polityka utrzymywania pokoju w tej części świata, przynosi Rosji korzyści, a wszelka potencjalna akcja militarna może okazać się zbyt ryzykowną. Murawjow w liście z 25 maja 1897 roku, informował Kapnista, że akceptacja habsburskiej aneksji Bośni i Hercegowiny byłaby głupotą. Kapnist był zaskoczony krytyką i uważał, że został źle zrozumiany.
Rząd rosyjski zdawał sobie jednak sprawę, że z gabinetem wiedeńskim należy w jakiś sposób, najlepiej pod postacią porozumienia, uregulować sytuację na Bałkanach. Decydenci w Wiedniu nie ufali do końca rządowi petersburskiemu, a do rosyjskich zapewnień, że Rosja pragnie przede wszystkim pokoju, podchodzili z rezerwą. Kapnist jako rosyjski poseł w Wiedniu dążył do przełamania austriackich oporów i stworzenia podstaw do rosyjsko-austriackiego współdziałania na Bałkanach. Negocjacje w sprawie porozumienia trwały już od czasu objęcia przez Kapnista funkcji ambasadorskiej, a nabrały intensyfikacji w czasie wizyty Franciszka Józefa w Petersburgu. W negocjacjach tych Kapnist rekapitulował historyczne prawo do rosyjskich wpływów na Bałkanach jako dziedzica Cesarstwa Bizantyńskiego. W 1897 roku udało się podpisać porozumienie austriacko-rosyjskie, dotyczące sytuacji na Bałkanach. Przewidywało ono, że Austro-Węgry i Rosja będą współpracować by zachować dotychczasowy status quo na Bałkanach, a jeśli polityki tej nie udałoby się zrealizować, miały doprowadzić do neutralizacji państw półwyspu. Kapnist w dalszym ciągu proponował odebranie Turcji Macedonii, przez wspólną akcję dworów petersburskiego i wiedeńskiego. Oba dwory zgodziły się, że sytuacja w której, Księstwo Bułgarii szachuje sułtana w pobliżu Konstantynopola, jest korzystna tak samo dla Rosji, jak i Austro-Węgier. Jednocześnie jednak zastrzegły, że nie można w obecnej sytuacji doprowadzić do wzmocnienia pozycji Bułgarów, poprzez umożliwienie im uzyskania dostępu zarówno do Morza Czarnego, jak i Morza Egejskiego. Granica turecka powinna zostać ustalona na Rodopach. Porozumienie miało być rodzajem moratorium dla rywalizacji rosyjsko-austriackiej na Bałkanach, lecz ostatecznie, jak się wyraził Kapnist, została ona umieszczona pod „szklanym kloszem”. W samej Rosji do tego porozumienia odnoszono się jednak z rezerwą. Układ ten, według założeń jego twórców, nie stał w sprzeczności z blokiem sojuszy uformowanych w ówczesnej Europie, zarówno Trójporozumienia (dla Rosji), jak i Trójprzymierza (dla Austro-Węgier). Porozumienie to było zgodne z analizą, jaką Kapnist przygotował dla ministra Murawiowa, przed jego rozmowami z Gołuchowskim w marcu 1897 roku. Celem Rosji był podział ziem macedońskich między sąsiednie państwa oraz współdziałanie w zwalczaniu Wewnętrznej Macedońskiej Organizacji Rewolucyjnej, której działalność stała w sprzeczności z interesami rosyjskimi. Pogląd Kapnista na ten temat podzielał także Mikołaj II. Utworzenie Albanii blokowało natomiast ambicje włoskie, które tą drogą planowały wejść na Bałkany, a skierowanie roszczeń serbskich w stronę Turcji na jakiś czas zażegnywało konflikt serbsko-austriacki.

### Dyplomacja w kotle bałkańskim

Bałkany na początku XX wieku. Mapa uwzględnia austriacką aneksję Bośni i Hercegowiny z 1908 roku

15 kwietnia 1897 roku, w związku z wybuchem wojny grecko-tureckiej, Kapnist został wezwany na konsultacje do Petersburga. Wrzenie na Bałkanach nie ustawało. Na początku XX wieku wybuchały bunty w Albanii, a także na terenie Gornej Dżumaji. W 1902 roku rosyjskie ministerstwo spraw zagranicznych, w porozumieniu ze swoimi dyplomatami w regionie, w tym z Kapnistem (jako jednym z głównych specjalistów w kwestii bałkańskiej, ale także z Czarykowem), rozpoczęło negocjacje w celu rozwiązania kryzysu macedońskiego. Minister Lamsdorf przekazał Kapnistowi notę, z której wynikało, że podstawą działania ma być porozumienie z 1897 roku. Propozycje rosyjskie zakładały utworzenie Albanii od Skadaru do Janiny, a pozostałe europejskie posiadłości osmańskie w Europie powinny zostać podzielone między państwa ościenne. 17 (30) listopada 1902 roku Kapnist nadał do Petersburga sekretny telegram nr 71, który przedstawiał propozycje rosyjskich dyplomatów na Bałkanach, co do rozwiązania kryzysu. Kapnist zakładał dokładne zdefiniowanie granic prowincji macedońskiej, z zastrzeżeniem że nie może ona znajdować się zbyt blisko cieśnin czarnomorskich oraz Albanii. Zastrzegał, że dotychczasowy turecki podział wilajetów powinien zostać utrzymany, a one same nie powinny zostać połączone w jedną jednostkę administracyjną. Dodatkowo sama nazwa Macedonia nie powinna zostać używana, zamiast niej proponowano nazwę Trzy Wilajety (Skopje, Bitola, Saloniki). Na podobnej zasadzie miejscowa ludność miała być określana mianem prawosławnej populacji Trzech Tureckich Wijaletów, zamiast etnicznego określenia Macedończycy. Na terenie Trzech Wilajetów nie powinien powstać jednolity rząd lub centralna rada, a tym bardziej powinno się unikać określenia rząd tymczasowy. Propozycje Kapnista i innych dyplomatów bałkańskich zostały przyjęte i ustalone jako oficjalne stanowisko rosyjskiej dyplomacji. Ambasador w Wiedniu w swoim liście do Petersburga z 18 czerwca (1 lipca) 1903 roku sugerował także rozwiązanie kwestii macedońskiego ruchu rewolucyjno-niepodległościowego. Zakładał on użycie drastycznych środków siłowych przeciwko tego typu organizacjom, które jego zdaniem będą w stanie przetrzymać jedynie dwa lub trzy miesiące zdecydowanej kampanii skierowanej przeciwko nim. W 1902 roku, w związku ze sprawami macedońskimi, starł się Kapnist z Nikołajem Czarykowem (wspomnianym rosyjskim ambasadorem w Belgradzie), który uważał, że Macedonia mogłaby zostać zajęta przez wspólną akcję europejskich mocarstw. Kapnist uznał ten pomysł za absurdalny, argumentując, że wspólna okupacja Macedonii „może być pożądana przez Serbię, ale na pewno nie byłaby ona zgodna z interesami Rosji”. W 1903 roku hrabia przesłał do Petersburga memoriał, w którym wyszczególnił w punktach sprawy, w których Rosja i Austro-Węgry nie dojdą do porozumienia:

1. Austria rozumie status quo na Bałkanach jako zobowiązanie do ochrony jej interesów ekonomicznych.
2. Austria interpretuje zasadę nieinterwencji w sprawy wewnętrzne Serbii, Czarnogóry i Bułgarii inaczej niż my.
3. W każdej chwili Austria może skorzystać z prawa do okupacji Novi Pazaru i Mitrowicy.
4. Najbardziej przebiegły Wielki Książę Mikołaj Mikołajewicz nie wierzy, że Austro-Węgry nie dążą do zajęcia Salonik.
5. Serbia i Austro-Węgry wielokrotnie zadeklarowały, że uznają za casus belli jakikolwiek ruch Austro-Węgier w stronę sandżaku Novi Pazaru.
6. Konflikt zbrojny mógłby mieć konsekwencje nie tylko w postaci okupacji sandżaku przez Austriaków, lecz także blokady Czarnogóry lub też wzrostu Serbii.

Piotr Kapnist uważał, że obawy jakie w Rosji żywi się w stosunku do Austro-Węgier są jedynie wynikiem polityki strachu, jaką jego koledzy w krajach bałkańskich są tam karmieni. Osobiście sądził, że państwo Habsburgów, z jego rozlicznymi problemami wewnętrznymi i nieustanną niestabilnością, ma ograniczone możliwości w polityce zagranicznej. Nawet po śmierci Kapnista Imperium Rosyjskie trzymało się wytyczonej przez niego polityki. Działo się tak w trakcie kolejnych kryzysów z roku 1911, 1912 i 1913. Od przełomu XIX i XX wieku Rosja zaczęła dążyć do wzmocnienia swojej pozycji na Bałkanach. W Petersburgu liczono na próbę zbliżenia między państwami bałkańskimi, w szczególności Serbii i Czarnogóry. Wytworzyły się w zasadzie dwie wizje polityki zagranicznej. Po jednej stronie stanęli Piotr Kapnist i Władimir Lamsdorf, którzy popierali utrzymanie kursu pokojowego, zgodnie z porozumieniem z Austro-Węgrami z roku 1897. Ich przeciwnikami byli Nikołaj Czarykow (poseł w Belgradzie), którego wspierali minister wojny Aleksiej Kuropatkin i admirał Jewgienij Aleksiejew. Proponowali oni podążanie bardziej zdecydowanym kursem, zwłaszcza w obliczu faktycznego rozkładu Imperium Osmańskiego. Celem Rosji było wzmocnienie ich głównego sojusznika, Królestwa Serbii, a nie doprowadzenie do rozbicia półwyspu na drobne organizmy państwowe. Dla Rosji ważne było też wytworzenie klimatu współpracy między Serbią i Czarnogórą, co było szczególnie trudne w obliczu ich rywalizacji. Piotr Kapnist uważał, że podział posiadłości tureckich między państwa bałkańskie zaspokoi ich apetyty oraz spacyfikuje ich ambitną politykę próby wykorzystywania słabości Imperium Osmańskiego. Tym samym też odsunie możliwość wtrącania się w sytuację w regionie Włoch i Austro-Węgier. Wytworzenie równowagi na Bałkanach doprowadzi też w konsekwencji do sytuacji w której, w przyszłości, Rosja będzie w stanie zyskać kontrolę nad Bosforem i Dardanelami. Dopiero w 1912 roku były szef cesarskiego MSZ, Aleksandr Izwolski, w sprzeczności do polityki Kapnista, zaproponował utworzenie autonomicznej Macedonii. Taka zmiana w rosyjskim kursie dyplomatycznym spotkała się ze sprzeciwem Mikołaja II, który kategorycznie odpowiedział, że jest to „rzecz niedopuszczalna” (ros. недопустимая вещь, niedopustimaja wieszcz).

### Ostatnie lata
Hr. Kapnist daje ministrowi rady, które temu podobno nie zawsze bywają miłe. Wtajemniczeni utrzymują, że hr. Kapnist za mało ukrywa swoje pragnienie ujęcia steru spraw zagranicznych. Uważają, że ostatnimi czasy za bardzo się posuwał, akcentując demonstracje słowiańskie z okazji wybuchu wojny, od których powinien był raczej się uchylać. A nawet formalistyczny błąd mu wytykają: wystosowane do niego ze strony słowiańskiej pisma z wyrazami hołdu i sympatii podpisywał „Hrabia Kapnist, ambasador cesarski”. Otóż zwyczaj jest taki, że ambasador tylko we własnym kraju podpisuje się jako „ambasador cesarski” – za granicą zaś jako „ambasador cesarsko-rosyjski”. To samo obowiązuje też innych dyplomatów. (...) W tego rodzaju sprawach etykiety są na dworze carskim bardzo wrażliwi i dlatego życzą sobie tam, aby hr. Kapnist nadal nie eksponował bez potrzeby. Jeżeli chce on zostać ministrem spraw zagranicznych, to niechaj ile możności naprzód się nie wysuwa.

W czerwcu 1903 roku w Belgradzie zamordowano króla Aleksandra Obrenowicia, a na tron wstąpił Piotr I Karadziordziewić. Nie jest jasne, czy Piotr Kapnist, jako najważniejszy rosyjski dyplomata w tej części Europy wiedział o przygotowaniach do zamachu stanu. Przed zabójstwem monarchy Kapnist spotykał się parokrotnie z jednym z przywódców spisku, Dziordzie Gencziciem. W 1904 roku, w momencie wybuchu wojny rosyjsko-japońskiej Kapnist wyraził przekonanie, że sytuacja na Bałkanach ulegnie teraz uspokojeniu, gdyż narody i państwa słowiańskie nie wykonają żadnego kroku, gdy Rosja jest zajęta sprawami na Dalekim Wschodzie. Jednocześnie jednak przestrzegał on swój rząd przed rozpoczęciem konfliktu zbrojnego z Japonią. Uchodził za znanego i zdecydowanego zwolennika sojuszu francusko-rosyjskiego. Nie przeszkadzało mu to jednak wyrażać opinii sprzecznych z tradycyjnymi interesami Paryża. Dał wyraz swojej niezależnej polityki, gdy krótko po objęciu stanowiska wyraził opinię, że jego rząd nie zaakceptuje wzmocnienia państwa tureckiego. Stało to w sprzeczności z francuską polityką próby odbudowy znaczenia Turcji, a także samym wysiłkom dyplomatów rosyjskich, którzy w Konstantynopolu współpracowali w tym celu z Anglikami i Francuzami. Uważano natomiast, że Kapnist jest nieprzychylny Niemcom. 2 maja 1899 roku został awansowany na rzeczywistego tajnego radcę. Na prośbę Mikołaja II, Piotr Kapnist, towarzyszył mu też jako członek świty, w czasie cesarskiej wizyty w Paryżu.
W 1899 roku z Kapnistem, poprzez Bertę von Suttner, próbował skontaktować się Theodor Herzl, by zainteresować Rosję sprawą syjonizmu. Poprzez wiedeńskiego ambasadora i ministra Murawiowa Herzl chciał się skontaktować z cesarzem Mikołajem, ale mimo wyrazów sympatii potencjalna audiencja została mu odmówiona. W 1900 roku Herzl powtórzył próbę, ale spotkał się z brakiem odpowiedzi. Jako ambasador Kapnist znacząco wsparł proces wznoszenia wiedeńskiej cerkwi św. Mikołaja, a także był członkiem komitetu do spraw jej budowy. On i jego małżonka Nadieżdża ufundowali część dzwonów cerkiewnych. W 1896 roku przewidywano, ze Kapnist może zostać następcą Aleksieja Łobanowa Rostowskiego na stanowisku ministra spraw zagranicznych Imperium Rosyjskiego. Koła rządowe we Francji i Austro-Węgrzech miały nadzieję, że nominacja ta dojdzie do skutku, gdyż Kapnist był lubiany i dobrze widziany zarówno w Paryżu, jak i w Wiedniu. Szczególnie prasa francuska uważała nominację Kapnista na funkcję szefa ministerstwa spraw zagranicznych za „rzecz pewną”. We wrześniu 1896 roku „Gazeta Lwowska” podała, że „w kołach politycznych i dyplomatycznych przeważa zdanie, iż spośród (kandydatów) hr. Kapnist najwięcej ma widoków być powołanym przez cara na kierownika urzędu spraw zagranicznychą”. Ostatecznie do tego nie doszło, a nowym ministrem został Nikołaj Szyszkin. Kilka lat później kandydatura Kapnista na fotel ministerialny była znów poważnie rozpatrywana. W 1903 roku w Petersburgu zaczęły szerzyć się plotki o odwołaniu Władimira Lamsdorfa i zastąpienia go Piotrem Kapnistem lub Aleksandrem Izwolskim. W swoich raportach przesyłanych z Wiednia Kapnist często krytykował politykę, przeważnie bałkańską, ministra Lamsdorfa. Resort spraw zagranicznych objął jednak Izwolski. W grudniu 1900 roku mówiło się, że Kapnist ma zastąpić zmarłego Aleksandra Imeretyńskiego i zostać nowym generałem-gubernatorem warszawskim. W maju 1903 roku został mu nadany Order Świętego Aleksandra Newskiego. W tym samym roku Franciszek Józef odznaczył go Krzyżem Wielkim Orderu Świętego Stefana (nr 1505).

## Śmierć
W Wiedniu hr. Kapnist był bardzo dobrze widziany. Ufano mu, a osobiste przymioty zjednały hr. Kapnistowi w kołach rządowych i u kolegów z dyplomacji wielu przyjaciół. Z prawdziwym też współczuciem dowiedziano się o ciężkiej, beznadziejnej chorobie, z którą walczył od dłuższego czasu i która ostatecznie kres położyła jego życiu. (...) Nie zawiódł on położonego zaufania i nigdy nie panowały lepsze niż za jego czasów stosunki między rosyjską ambasadą w Wiedniu a austro-węgierskim urzędem spraw zagranicznych. (...) Dla bliższego otoczenia hr. Kapnista od dłuższego czasu nie był tajemnicą groźny stan jego zdrowia. Był on chory – nie na raka, jak pierwotnie mylnie doniesiono, lecz na zwapnienie aorty. Skutkiem bolesnych ciosów rodzinnych stan jego pogorszył się w ostatnich czasach. W ciągu dwóch miesięcy stracił dwóch braci i szwagrowę, a matka żony jego od kilku tygodni walczy ze śmiercią. Skutkiem tych przejść w chorobie hr. Kapnista nastąpiło nagle tak silne pogorszenie, że ratunek nie był możliwy. Zwłoki ś.p. hr. Kapnista przeniesiono wczoraj do cerkwi przy ambasadzie rosyjskiej.

Piotr Aleksiejewicz Kapnist zmarł 2 grudnia 1904 roku w Wiedniu. Zgon nastąpił o pierwszej po południu, na terenie rosyjskiej ambasady, w Palais Nassau. Od jakiegoś czasu czuł się źle i wzywano do niego lekarzy, nie było też tajemnicą, że chorował. Pierwotnie agencje prasowe podały, że zmarł na raka. Jego zły stan zdrowia pogłębiła śmierć, w odstępie dwóch miesięcy, braci Dmitrija i Pawła. Jako oficjalną przyczynę śmierci podano zwapnienie aorty. Minister Agenor Maria Gołuchowski polecił austro-węgierskiemu ambasadorowi w Petersburgu złożyć kondolencje rządowi rosyjskiemu. Już nazajutrz po śmierci posła, 3 grudnia 1904 roku, Gołuchowski osobiście zjawił się w ambasadzie rosyjskiej, gdzie przekazał swoje wyrazy współczucia. Kurtuazyjne depesze kondolencyjne wymienili między sobą też Franciszek Józef I i Mikołaj II. Uroczystości żałobne odbyły się 5 grudnia 1904 roku. Ciało wystawione zostało na widok publiczny w cerkwi św. Mikołaja. Franciszka Józefa reprezentował arcyksiążę Franciszek Ferdynand. Wzięli w nich udział dyplomaci, ministrowie oraz dostojnicy państwowi. Pojawili się także arcyksiążęta Rajner Ferdynand i Leopold Salwator, Agenor Gołuchowski oraz austriacki premier Ernest von Koerber. W pożegnaniu wzięła też udział rodzina, m.in. małoletnia córka ambasadora, wdowa po nim, a także jej siostra (żona księcia Pawła Jengałyczewa). Telegram kondolencyjny na ręce wdowy przesłała rosyjska cesarzowa Aleksandra Fiodorowna. Współczucie wyrazili także Ernest August Hanowerski, książę Cumberland i król serbski Piotr I. Po odprawieniu panichidy trumna z ciałem została zalutowana, a następnie wysłana do Połtawy.
Zgon Piotra Aleksiejewicza Kapnista został przyjęty ze smutkiem w wiedeńskich kołach rządowych. Już 9 grudnia 1904 roku Agenor Gołuchowski w liście do Aloisa Lexa von Aehrenthala napisał, że „Śmierć biednego Kapnista jest olbrzymią stratą”. Określił go jako nader poprawnego i lojalnego człowieka. Kajetan von Mérey, także w liście do von Aehrenthala, że ta śmierć jest dla Austrii wielką stratą. Podkreślił, że w kwestiach słowiańskich i bałkańskich Kapnist był zawsze niezwykle rozsądny. Brytyjski ambasador, Horace Rumbold, uważał, że Kapnist wykonywał swoje obowiązki bez zarzutu, zawsze okazywał wielki takt i zrozumienie, zyskał zaufanie gabinetu austriackiego, a także przyczynił się do poprawy stosunków między Wiedniem a Petersburgiem. Przedwczesna śmierć Kapnista była ciosem nie tylko dla Imperium Rosyjskiego, które utraciło wytrawnego dyplomatę, ale także dla Austro-Węgier. W osobie Kapnista rząd wiedeński tracił dyplomatę, który dążył do pokojowego rozwiązania problemów bałkańskich, w ramach próby nawiązania współpracy między Petersburgiem a Wiedniem. Piotr Kapnist jako ambasador czuł się przede wszystkim reprezentantem wielkiego mocarstwa, które jednocześnie uznawało aspiracje (uzasadnione lub nie) Austro-Węgier. Z tego powodu też uznawał w większości przypadków żądania małych państw bałkańskich za szkodliwe dla imperialnych interesów Rosji.

## Życie prywatne

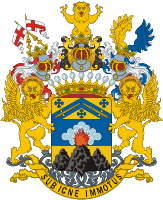
Herb Kapnistów

Kapnistowie byli rodziną hrabiowską. Protoplastą rodu był Piotr, szlachcic wenecki o greckich korzeniach, który w 1711 roku, za panowania Piotra I Wielkiego, wstąpił na służbę rosyjską. Swe włości posiadali głównie na terenach guberni charkowskiej, połtawskiej i czernihowskiej. 17 marca 1877 roku Senat Rządzący przyznał Kapnistom prawo do tytułu hrabiowskiego. 9 marca 1879 herb i tytuł zatwierdził Aleksander III. Piotr Kapnist był synem Aleksieja Kapnista (1796–1867) i Uljany Dmitrijewny Biełuchy-Kochanowskiej (lata życia nieznane), bratem Dmitrija (1837–1904), Wasilija (1838–1910) i Pawła (1842–1904). Jego żoną była Nadieżda Aleksiejewna Stenbock-Fermor (ur. 1 czerwca 1864), córka Aleksieja Stenbock-Fermora i Margarity z Dołgorukowowych. Ślub odbył się 16 lipca 1887 roku, w sobotę, w kaplicy cesarskiej pałacu w Peterhofie. Panna młoda przed zamążpójściem była damą dworu (frejliną). Małżonkę Piotra Kapnista w młodości opisywano w sposób następujący: „Była to młoda dziewczyna w wieku czternastu lat, o jasnych rozpuszczonych włosach i błękitnych oczach, wyglądająca prawie jak angielska dziewczyna”. Ze związku tego narodziła się córka, Margarita Pietrowna (1891–1973). W 1896 roku żona i córka Kapnista brały udział w powitaniu Mikołaja II na dworcu wiedeńskim. Po 1917 roku przebywały one najpierw we Włoszech (w 1919 roku), a następnie w Szwajcarii (w Lozannie, 1920 rok).
Piotr Aleksiejewicz Kapnist zarówno w czasie swego pobytu w Paryżu, jak i w Wiedniu obracał się w wysokich kręgach (m.in. wśród Rothschildów), chodził do opery, odwiedzał teatry i galerie, a także bywał „w towarzystwie”. 5 czerwca 1883 roku był jednym ze świadków na cywilnym ślubie Maurice’a Ephrussiego i Béatrice de Rothschild (wnuczki zarówno Jamesa Mayera, jak i Nathana Mayera Rotschildów). W Paryżu przyjaźnił się także m.in. z aktorką Sarą Bernhardt. W Wiedniu Kapnistowie przyjaźnili się m.in. z Franciszkiem I, księciem Liechtensteinu, a także z wieloma dyplomatami akredytowanymi w Wiedniu. Oprócz wspomnianej znajomości z Gołuchowskim, pozostawał także na koleżeńskiej stopie z Kazimierzem Badenim, który piastował urząd austriackiego premiera. We wrześniu 1897 roku, po pojedynku w którym uczestniczył Badeni, osobiście odwiedził go w szpitalu i składał wyrazy współczucia. Był dobrze widziany przez Franciszka Józefa. Przez monarchę austro-węgierskiego zapraszany był na obiady i bale. Piotr Kapnist słynął jako wielki miłośniki malarstwa, zarówno starych mistrzów, jak i nowoczesnego, a szczególnie cenił sobie dawne malarstwo angielskie. Namalowanie portretu rodzinnego zlecił znanemu węgierskiemu malarzowi Philipowi de László. W czasie swej pracy posła przy dworze habsburskim, dwa miesiące w roku spędzał najczęściej w Petersburgu. Samej stolicy Austro-Węgier nie lubił, czas swój często spędzał w podwiedeńskim Gutenstein, a także regularnie wyjeżdżał do Biarritz lub na Riwierę.

## Przebieg kariery

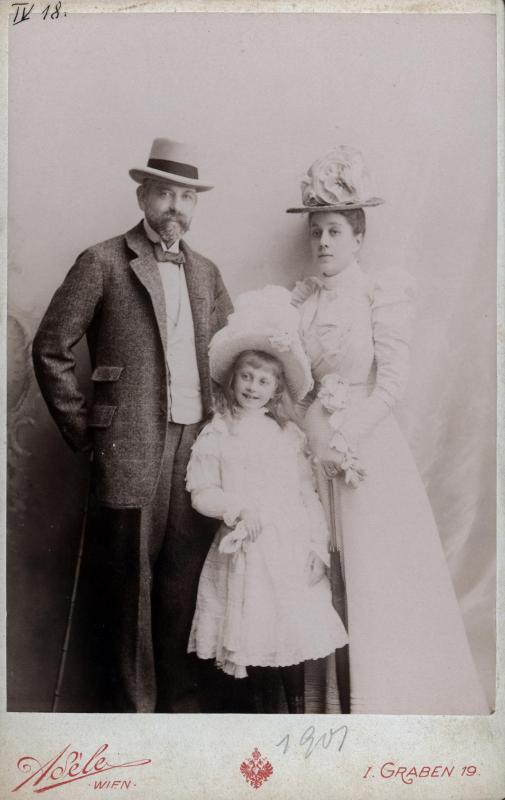
Piotr Kapnist ze swoją żoną Nadieżdżą (z domu Stenbock-Fermor) i ich córką Margaritą

### Pełnione funkcje
- Ministerstwo Spraw Zagranicznych Imperium Rosyjskiego (1860–1862, od 1861 w kancelarii ministra Aleksandra Gorczakowa)
- Misja Imperium Rosyjskiego przy Stolicy Apostolskiej (1862–1865, od 1863 roku sekretarz misji)
- Poseł nadzwyczajny, półurzędowy agent Imperium Rosyjskiego przy Stolicy Apostolskiej (1865–1875)
- Ambasada Imperium Rosyjskiego we Francji (radca ambasady, radca legacyjny, 1875–1884)
- Poselstwo Imperium Rosyjskiego w Holandii (poseł/ambasador, 1884–1892)
- Delegat Imperium Rosyjskiego na konferencję berlińską (1884–1885)
- Senator Imperium Rosyjskiego (członek I departamentu Senatu Rządzącego, od 1892)
- Ambasada Imperium Rosyjskiego w Austro-Węgrzech (1895–1904)

### Ordery i odznaczenia
- Order Piusa IX (1872 rok)
- Order Świętego Stanisława (1 klasy, przed czerwcem 1883 roku)
- Order Świętej Anny (1 klasy, przed czerwcem 1883 roku)
- Legia Honorowa (komandor, 2 czerwca 1884)
- Order Domowy Nassauski Lwa Złotego (krzyż wielki, 24 lutego 1886)
- Order Świętego Stefana (krzyż wielki, 1903 rok)
- Order Świętego Aleksandra Newskiego (maj 1903 roku)

### Rangi
Piotr Kapnist otrzymał następujące rangi:
- radca stanu (1875 rok)
- tajny radca (czerwiec 1892 rok)
- rzeczywisty tajny radca (2 maja 1899 roku)

## Wybrana bibliografia

### Opracowania i artykuły
- Boudou A., O Kolegjum Duchowne w Petersburgu, w: „Przegląd Powszechny”, Kraków 1925.
- Bridge F. R., From Sadowa to Sarajevo: the foreign policy of Austria-Hungary, 1866-1914, Londyn 1972.
- Carlgren M. W., Iswolsky und Aehrenthal vor der bosnischen Annexionskrise: Russische und österreichisch-ungarische Balkanpolitik 1906-1908, Uppsala 1955.
- Dyulgerova N., Debating Russia’s Choice between Great Britain and Germany: Count Benckendorff versus Count Lamsdorff, 1902–1906, „The International History Review”, Volume 32, Issue 1, 2010.
- Dyulgerova N., Count Kapnist: Imperial Plans for the Balkans, w: Balkan Studies (Etudes balkaniques), Issue: 3+4.
- Pantenburg I. P., Im Schatten des Zweibundes: Probleme österreichisch-ungarischer Bündnispolitik 1897–1908, Wiedeń 1996.
- Popovski V., The conflict between the Macedonian and Russian factors regarding the issue of establishment of Macedonian state in the period between the congress of Berlin and the Balkan wars, w: „Iustinianus Primus Law Review”, Tom 1, wiosna 2010.
- Rajić S., Russian Diplomacy on the Relations between Serbia and Montenegro (1900–1903), „Historical Inscriptions”/„Ecrits Historiques” (Историјски записи), Issue 2/2010.
- Rich N., Fisher M. H. (red.), The Holstein Papers Volume III Correspondence 1861-1896, Londyn 1961.
- Rutkowski E. (red.), Briefe und Dokumente zur Geschichte der österreichisch-ungarischen Monarchie: unter besonderer Berücksichtigung des böhmischmährischen Raumes. Teil II, Oldenburg-Monachium 1991.
- Walters E. (red.), Austro-Russian Relations under Goluchowski, 1895-1906: The Terms of Balkan Agreement, w: „The Slavonic and East European Review”, Vol. 31, No. 77.
- Walters E. (red.), Austro-Russian Relations under Goluchowski, 1895-1906: The Aftermath of the Balkan Agreement (I), w: „The Slavonic and East European Review”, Vol. 32, No. 78.

### Prasa
- artykuły z „Gazety Lwowskiej”
- artykuły z „Gazety Toruńskiej”
- artykuły z „Gazety Warszawskiej”
- artykuły z „Neue Freie Presse”
- artykuły z „Wiener Zeitung”
- artykuły z „New York Timesa”